# فورد ال‌تی‌دی (آمریکا)
فورد ال‌تی‌دی (آمریکا) (Ford LTD (Americas)) خودرویی است که در سال‌های ۱۹۶۵ تا ۱۹۸۶تولید شده‌است. طراحی آن خودروهای موتور جلو-محور عقب بوده است. 

## نگارخانه

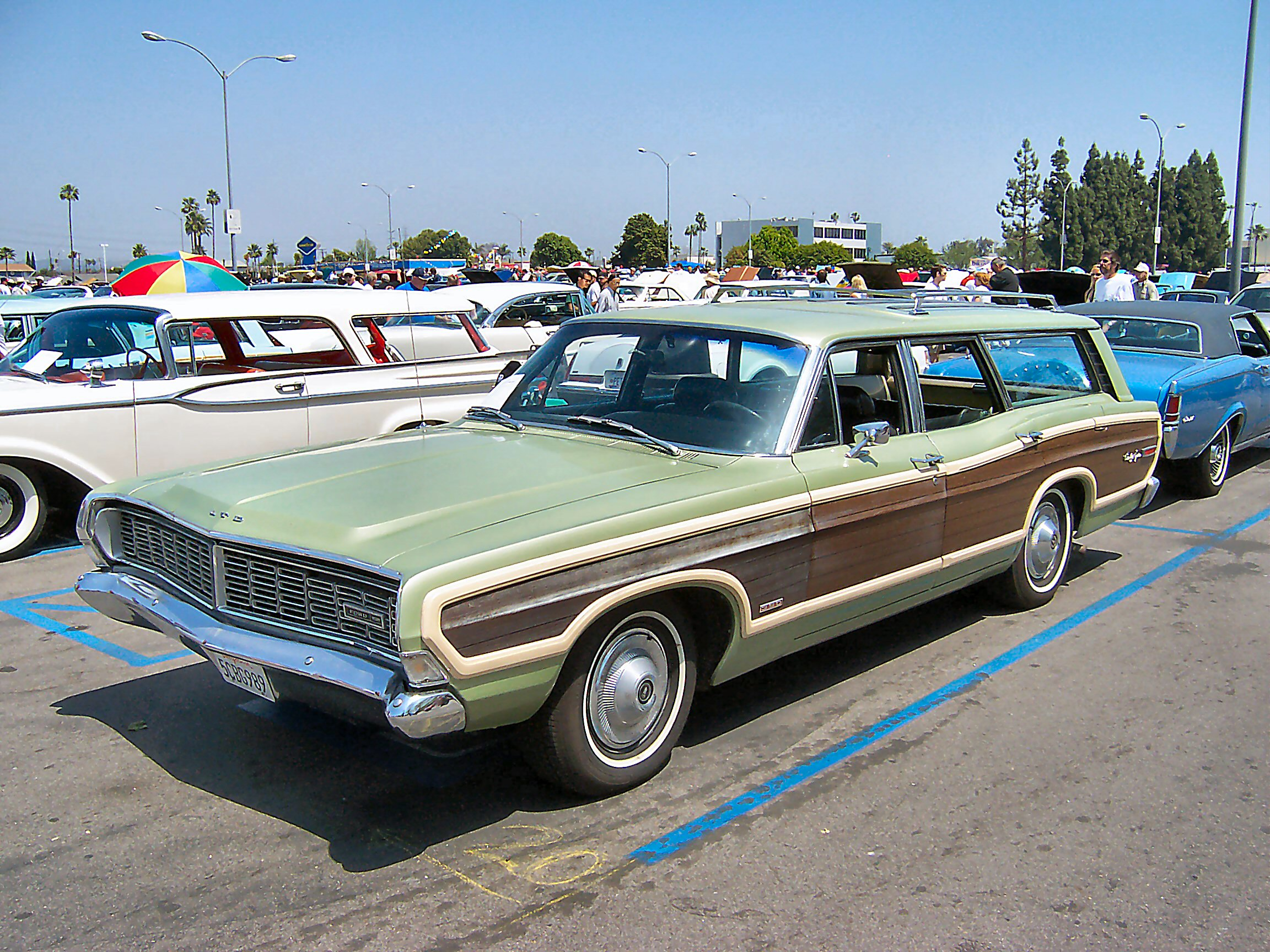